# نیکامرغ گلوزرد
نیکامرغ گلوزرد (نام علمی: Nicator vireo) گونه‌ای از پرندگان آوازخوان از تیرهٔ نیکامرغان (Nicatoridae) است.
این پرنده در آنگولا، کامرون، جمهوری آفریقای مرکزی، جمهوری کنگو، جمهوری دموکراتیک کنگو، گینه استوایی، گابن و اوگاندا یافت می‌شود. زیستگاه طبیعی آن جنگل‌های پست نمناک نیمه‌گرمسیری یا گرمسیری است.